# Jens Nowotny
Jens Nowotny (Malsch, 11 gennaio 1974) è un allenatore di calcio ed ex calciatore tedesco, di ruolo difensore, vice commissario tecnico della Nazionale Under-15 tedesca.

## Carriera

### Club
Ha cominciato la carriera professionistica nel luglio 1991 con il Karlsruhe, ma solo nel maggio 1992 ha esordito in Zweite Bundesliga. Nel luglio 1996, dopo cinque stagioni e 103 partite col Karlsruhe, è stato comprato dal Bayer Leverkusen, con cui ha poi giocato ben 231 match di Bundesliga e 34 di Champions League; inoltre col Bayer ha raggiunto la finale di Champions League nel 2002.
Il 18 luglio 2006 ha firmato un contratto di quattro anni con la Dinamo Zagabria, squadra croata, con la quale ha però giocato poco causa infortuni in serie. Il 22 gennaio 2007, a causa di un nuovo infortunio al ginocchio, ha deciso di ritirarsi, all'età di 33 anni.

### Nazionale
Ha esordito con la Nazionale tedesca il 30 aprile 1997. Ha partecipato negli anni successivi al campionato d'Europa 2000, al campionato d'Europa 2004 e al campionato del mondo 2006 (durante il quale giocò solo i 90 minuti di Germania-Portogallo, finale per il 3º posto).
In totale ha vestito la divisa tedesca per 48 volte, siglando un gol.

## Statistiche

### Presenze e reti nei club
| Stagione                | Squadra                 | Campionato              | Campionato | Campionato | Coppe nazionali | Coppe nazionali | Coppe nazionali | Coppe continentali | Coppe continentali | Coppe continentali | Altre coppe | Altre coppe | Altre coppe | Totale | Totale |
| Stagione                | Squadra                 | Comp                    | Pres       | Reti       | Comp            | Pres            | Reti            | Comp               | Pres               | Reti               | Comp        | Pres        | Reti        | Pres   | Reti   |
| ----------------------- | ----------------------- | ----------------------- | ---------- | ---------- | --------------- | --------------- | --------------- | ------------------ | ------------------ | ------------------ | ----------- | ----------- | ----------- | ------ | ------ |
| 1991-1992               |                         | BL                      | 4          | 0          | CG              | -               | -               | -                  | -                  | -                  | -           | -           | -           | 4      | 0      |
| 1992-1993               | Karlsruher              | BL                      | 29         | 3          | CG              | 3               | 0               | Int                | 2                  | 0                  | -           | -           | -           | 34     | 3      |
| 1993-1994               | Karlsruher              | BL                      | 20         | 2          | CG              | 2               | 0               | CU                 | 4                  | 0                  | -           | -           | -           | 20     | 2      |
| 1994-1995               | Karlsruher              | BL                      | 26         | 1          | CG              | 3               | 0               | Int                | 1                  | 0                  | -           | -           | -           | 30     | 1      |
| 1995-1996               | Karlsruher              | BL                      | 24         | 1          | CG              | 4               | 0               | Int                | 4                  | 0                  | -           | -           | -           | 32     | 1      |
| Totale Karlsruher       | Totale Karlsruher       | Totale Karlsruher       | 103        | 7          |                 | -               | -               |                    | -                  | -                  |             | -           | -           | 126    | 7      |
| 1996-1997               | Bayer Leverkusen        | BL                      | 32         | 0          | CG              | 1               | 0               | -                  | -                  | -                  | -           | -           | -           | 33     | 0      |
| 1997-1998               | Bayer Leverkusen        | BL                      | 23         | 0          | CG              | 3               | 0               | UCL                | 6                  | 0                  | -           | -           | -           | 32     | 0      |
| 1998-1999               | Bayer Leverkusen        | BL                      | 33         | 1          | CG              | 2               | 0               | CU                 | 2                  | 0                  | -           | -           | -           | 37     | 1      |
| 1999-2000               | Bayer Leverkusen        | BL                      | 33         | 1          | CG              | 0               | 0               | UCL+CU             | 6+2                | 0+0                | -           | -           | -           | 41     | 1      |
| 2000-2001               | Bayer Leverkusen        | BL                      | 28         | 1          | CG              | 2               | 0               | UCL+CU             | 5+1                | 0+0                | -           | -           | -           | 36     | 1      |
| 2001-2002               | Bayer Leverkusen        | BL                      | 29         | 0          | CG              | 5               | 0               | UCL                | 16                 | 0                  | -           | -           | -           | 50     | 0      |
| 2002-2003               | Bayer Leverkusen        | BL                      | 1          | 0          | CG              | 0               | 0               | UCL                | -                  | -                  | -           | -           | -           | 1      | 0      |
| 2003-2004               | Bayer Leverkusen        | BL                      | 22         | 1          | CG              | 2               | 0               | UCL                | -                  | -                  | -           | -           | -           | 24     | 1      |
| 2004-2005               | Bayer Leverkusen        | BL                      | 16         | 0          | CG              | 0               | 0               | UCL                | 6                  | 1                  | -           | -           | -           | 22     | 1      |
| 2005-2006               | Bayer Leverkusen        | BL                      | 14         | 0          | CG              | 0               | 0               | UCL                | -                  | -                  | -           | -           | -           | 14     | 0      |
| Totale Bayer Leverkusen | Totale Bayer Leverkusen | Totale Bayer Leverkusen | 231        | 4          |                 | -               | -               |                    | -                  | -                  |             | -           | -           | 290    | 5      |
| 2006-2007               | Dinamo Zagabria         | 1. HNL                  | 10         | 0          | CC              | 0               | 0               | UCL                | 1                  | 0                  | -           | -           | -           | 11     | 0      |
| Totale carriera         | Totale carriera         | Totale carriera         | 344        | 11         |                 |                 |                 |                    |                    |                    |             |             |             | 427    | 12     |

### Cronologia presenze e reti in nazionale
| Cronologia completa delle presenze e delle reti in nazionale ― Germania | Cronologia completa delle presenze e delle reti in nazionale ― Germania | Cronologia completa delle presenze e delle reti in nazionale ― Germania | Cronologia completa delle presenze e delle reti in nazionale ― Germania | Cronologia completa delle presenze e delle reti in nazionale ― Germania | Cronologia completa delle presenze e delle reti in nazionale ― Germania | Cronologia completa delle presenze e delle reti in nazionale ― Germania | Cronologia completa delle presenze e delle reti in nazionale ― Germania |
| Data                                                                    | Città                                                                   | In casa                                                                 | Risultato                                                               | Ospiti                                                                  | Competizione                                                            | Reti                                                                    | Note                                                                    |
| ----------------------------------------------------------------------- | ----------------------------------------------------------------------- | ----------------------------------------------------------------------- | ----------------------------------------------------------------------- | ----------------------------------------------------------------------- | ----------------------------------------------------------------------- | ----------------------------------------------------------------------- | ----------------------------------------------------------------------- |
| 30-4-1997                                                               | Brema                                                                   | Germania                                                                | 2 – 0                                                                   | Ucraina                                                                 | Qual. Mondiali 1998                                                     | -                                                                       | 16’ 25’                                                                 |
| 20-8-1997                                                               | Belfast                                                                 | Irlanda del Nord                                                        | 1 – 3                                                                   | Germania                                                                | Qual. Mondiali 1998                                                     | -                                                                       |                                                                         |
| 6-9-1997                                                                | Berlino                                                                 | Germania                                                                | 1 – 1                                                                   | Portogallo                                                              | Qual. Mondiali 1998                                                     | -                                                                       |                                                                         |
| 10-9-1997                                                               | Dortmund                                                                | Germania                                                                | 4 – 0                                                                   | Armenia                                                                 | Qual. Mondiali 1998                                                     | -                                                                       | 81’                                                                     |
| 22-2-1998                                                               | Riad                                                                    | Arabia Saudita                                                          | 0 – 3                                                                   | Germania                                                                | Amichevole                                                              | -                                                                       | 46’                                                                     |
| 2-9-1998                                                                | Ta' Qali                                                                | Malta                                                                   | 1 – 2                                                                   | Germania                                                                | Amichevole                                                              | -                                                                       |                                                                         |
| 5-9-1998                                                                | Ta' Qali                                                                | Romania                                                                 | 1 – 1                                                                   | Germania                                                                | Amichevole                                                              | -                                                                       | 46’                                                                     |
| 10-10-1998                                                              | Bursa                                                                   | Turchia                                                                 | 1 – 0                                                                   | Germania                                                                | Qual. Euro 2000                                                         | -                                                                       |                                                                         |
| 14-10-1998                                                              | Chișinău                                                                | Moldavia                                                                | 1 – 3                                                                   | Germania                                                                | Qual. Euro 2000                                                         | -                                                                       |                                                                         |
| 18-11-1998                                                              | Gelsenkirchen                                                           | Germania                                                                | 1 – 1                                                                   | Paesi Bassi                                                             | Amichevole                                                              | -                                                                       | 46’                                                                     |
| 27-3-1999                                                               | Belfast                                                                 | Irlanda del Nord                                                        | 0 – 3                                                                   | Germania                                                                | Qual. Euro 2000                                                         | -                                                                       | 46’                                                                     |
| 31-3-1999                                                               | Norimberga                                                              | Germania                                                                | 2 – 0                                                                   | Finlandia                                                               | Qual. Euro 2000                                                         | -                                                                       | 70’                                                                     |
| 28-4-1999                                                               | Brema                                                                   | Germania                                                                | 0 – 1                                                                   | Scozia                                                                  | Amichevole                                                              | -                                                                       |                                                                         |
| 4-6-1999                                                                | Leverkusen                                                              | Germania                                                                | 6 – 1                                                                   | Moldavia                                                                | Qual. Euro 2000                                                         | -                                                                       |                                                                         |
| 4-9-1999                                                                | Helsinki                                                                | Finlandia                                                               | 1 – 2                                                                   | Germania                                                                | Qual. Euro 2000                                                         | -                                                                       |                                                                         |
| 8-9-1999                                                                | Dortmund                                                                | Germania                                                                | 4 – 0                                                                   | Irlanda del Nord                                                        | Qual. Euro 2000                                                         | -                                                                       | 46’                                                                     |
| 29-3-2000                                                               | Zagabria                                                                | Croazia                                                                 | 1 – 1                                                                   | Germania                                                                | Amichevole                                                              | -                                                                       |                                                                         |
| 3-6-2000                                                                | Norimberga                                                              | Germania                                                                | 3 – 2                                                                   | Rep. Ceca                                                               | Amichevole                                                              | -                                                                       | 78’                                                                     |
| 7-6-2000                                                                | Friburgo                                                                | Germania                                                                | 8 – 2                                                                   | Liechtenstein                                                           | Amichevole                                                              | -                                                                       |                                                                         |
| 12-6-2000                                                               | Liegi                                                                   | Germania                                                                | 1 – 1                                                                   | Romania                                                                 | Euro 2000 - 1º turno                                                    | -                                                                       |                                                                         |
| 17-6-2000                                                               | Charleroi                                                               | Inghilterra                                                             | 1 – 0                                                                   | Germania                                                                | Euro 2000 - 1º turno                                                    | -                                                                       |                                                                         |
| 20-6-2000                                                               | Rotterdam                                                               | Portogallo                                                              | 3 – 0                                                                   | Germania                                                                | Euro 2000 - 1º turno                                                    | -                                                                       |                                                                         |
| 16-8-2000                                                               | Hannover                                                                | Germania                                                                | 4 – 1                                                                   | Spagna                                                                  | Amichevole                                                              | -                                                                       |                                                                         |
| 2-9-2000                                                                | Amburgo                                                                 | Germania                                                                | 2 – 0                                                                   | Grecia                                                                  | Qual. Mondiali 2002                                                     | -                                                                       |                                                                         |
| 7-10-2000                                                               | Londra                                                                  | Inghilterra                                                             | 0 – 1                                                                   | Germania                                                                | Qual. Mondiali 2002                                                     | -                                                                       | 82’                                                                     |
| 15-11-2000                                                              | Copenaghen                                                              | Danimarca                                                               | 2 – 1                                                                   | Germania                                                                | Amichevole                                                              | -                                                                       |                                                                         |
| 24-3-2001                                                               | Leverkusen                                                              | Germania                                                                | 2 – 1                                                                   | Albania                                                                 | Qual. Mondiali 2002                                                     | -                                                                       |                                                                         |
| 28-3-2001                                                               | Amarousio                                                               | Grecia                                                                  | 2 – 4                                                                   | Germania                                                                | Qual. Mondiali 2002                                                     | -                                                                       |                                                                         |
| 29-5-2001                                                               | Brema                                                                   | Germania                                                                | 2 – 0                                                                   | Slovacchia                                                              | Amichevole                                                              | -                                                                       |                                                                         |
| 2-6-2001                                                                | Helsinki                                                                | Finlandia                                                               | 2 – 2                                                                   | Germania                                                                | Qual. Mondiali 2002                                                     | -                                                                       |                                                                         |
| 6-6-2001                                                                | Tirana                                                                  | Albania                                                                 | 0 – 2                                                                   | Germania                                                                | Qual. Mondiali 2002                                                     | -                                                                       |                                                                         |
| 1-9-2001                                                                | Monaco di Baviera                                                       | Germania                                                                | 1 – 5                                                                   | Inghilterra                                                             | Qual. Mondiali 2002                                                     | -                                                                       |                                                                         |
| 6-10-2001                                                               | Gelsenkirchen                                                           | Germania                                                                | 0 – 0                                                                   | Finlandia                                                               | Qual. Mondiali 2002                                                     | -                                                                       |                                                                         |
| 10-11-2001                                                              | Kiev                                                                    | Ucraina                                                                 | 1 – 1                                                                   | Germania                                                                | Qual. Mondiali 2002                                                     | -                                                                       |                                                                         |
| 14-11-2001                                                              | Dortmund                                                                | Germania                                                                | 4 – 1                                                                   | Ucraina                                                                 | Qual. Mondiali 2002                                                     | -                                                                       |                                                                         |
| 13-2-2002                                                               | Kaiserslautern                                                          | Germania                                                                | 7 – 1                                                                   | Israele                                                                 | Amichevole                                                              | -                                                                       | 46’                                                                     |
| 17-4-2002                                                               | Stoccarda                                                               | Germania                                                                | 0 – 1                                                                   | Argentina                                                               | Amichevole                                                              | -                                                                       | cap.                                                                    |
| 15-11-2003                                                              | Gelsenkirchen                                                           | Germania                                                                | 0 – 3                                                                   | Francia                                                                 | Amichevole                                                              | -                                                                       | 76’                                                                     |
| 18-2-2004                                                               | Spalato                                                                 | Croazia                                                                 | 1 – 2                                                                   | Germania                                                                | Amichevole                                                              | -                                                                       |                                                                         |
| 31-3-2004                                                               | Colonia                                                                 | Germania                                                                | 3 – 0                                                                   | Belgio                                                                  | Amichevole                                                              | -                                                                       |                                                                         |
| 27-5-2004                                                               | Friburgo                                                                | Germania                                                                | 7 – 0                                                                   | Malta                                                                   | Amichevole                                                              | 1                                                                       |                                                                         |
| 2-6-2004                                                                | Basilea                                                                 | Svizzera                                                                | 0 – 2                                                                   | Germania                                                                | Amichevole                                                              | -                                                                       |                                                                         |
| 6-6-2004                                                                | Kaiserslautern                                                          | Germania                                                                | 0 – 2                                                                   | Ungheria                                                                | Amichevole                                                              | -                                                                       | 62’                                                                     |
| 15-6-2004                                                               | Porto                                                                   | Germania                                                                | 1 – 1                                                                   | Paesi Bassi                                                             | Euro 2004 - 1º turno                                                    | -                                                                       |                                                                         |
| 23-6-2004                                                               | Lisbona                                                                 | Rep. Ceca                                                               | 2 – 1                                                                   | Germania                                                                | Euro 2004 - 1º turno                                                    | -                                                                       | 38’                                                                     |
| 30-5-2006                                                               | Leverkusen                                                              | Germania                                                                | 2 – 2                                                                   | Giappone                                                                | Amichevole                                                              | -                                                                       | 55’                                                                     |
| 8-7-2006                                                                | Stoccarda                                                               | Germania                                                                | 3 – 1                                                                   | Portogallo                                                              | Mondiali 2006 - Finale 3º posto                                         | -                                                                       |                                                                         |
| 16-8-2006                                                               | Gelsenkirchen                                                           | Germania                                                                | 3 – 0                                                                   | Svezia                                                                  | Amichevole                                                              | -                                                                       |                                                                         |
| Totale                                                                  |                                                                         | Presenze                                                                | 48                                                                      |                                                                         | Reti                                                                    | 1                                                                       |                                                                         |